# Arietta
Arietta é uma frazione do comune de Petronà, província de Catanzaro, Itália.